# 小布施站

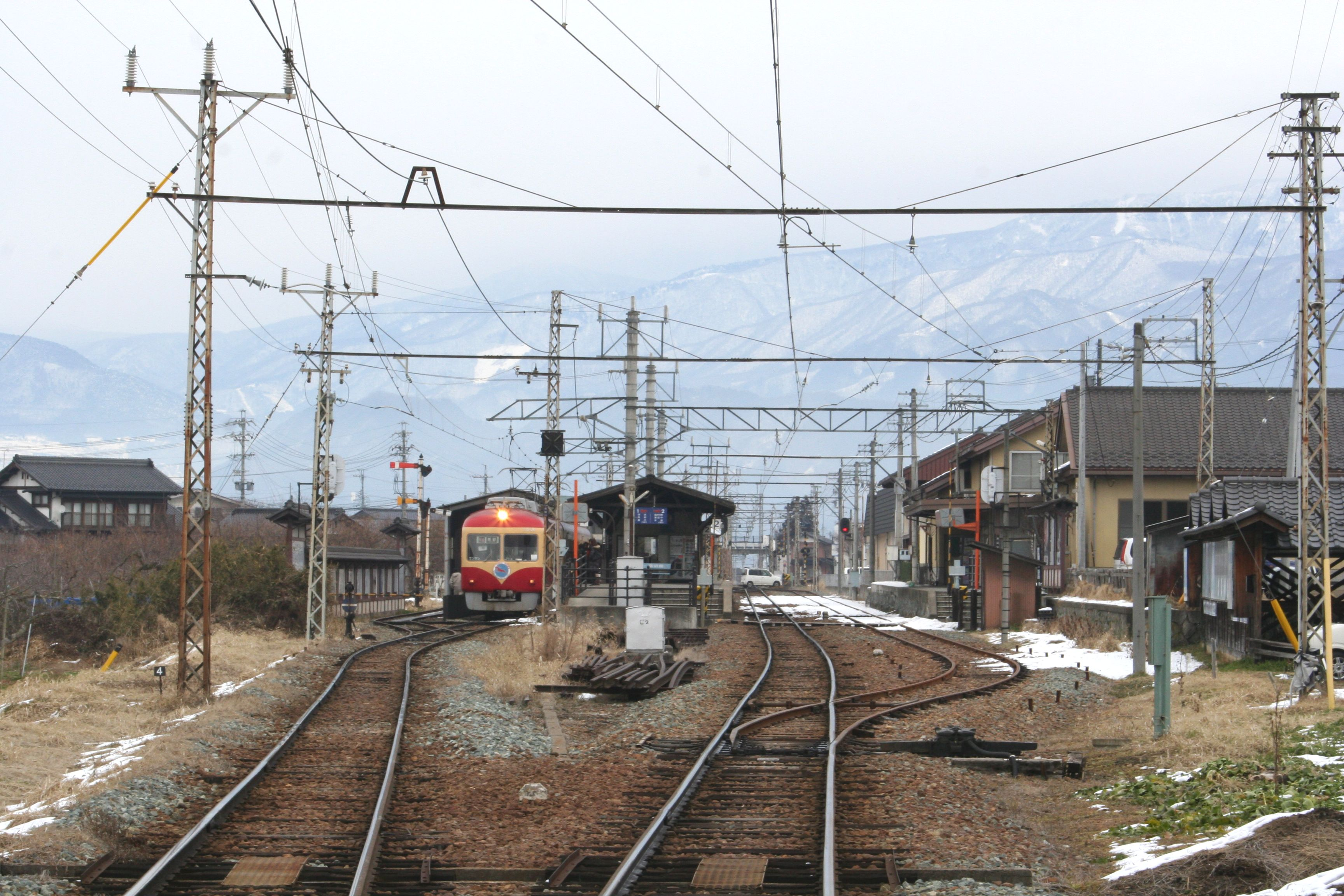
月台遠景(2011年1月)

小布施站（日语：／ Obuse eki */?）是位於長野縣上高井郡小布施町大字小布施，長野電鐵的長野線車站。車站編號為N15。包含特急列車在內，所有列車均停靠此站。車站的廣告標語為「栗和北齋之街」。

## 歷史
- 1923年（大正12年）3月26日 - 河東鐵道車站啟用[1]。
- 1926年（大正15年）9月30日 - 河東鐵道與長野電氣鐵道合併，長野電鐵成立，此站成為長野電鐵車站。
- 1972年（昭和47年）3月1日 - 結束貨物業務。
- 1983年（昭和58年）8月14日 - 結束行李業務。
- 1985年（昭和60年） - 車站大樓翻新[1][2]。
- 1990年（平成2年） - 開設長電電車之廣場[3]。
- 2000年（平成12年）10月1日 - 隨著舊A特急廢止，所有列車停靠此站。
- 2021年（令和3年）7月1日 - 早上和深夜部分時段成為無人車站。

## 車站構造
本站是地面車站，設有1面1線單式月台和1面2線的島式月台，共有2面3線的月台。此站是有人車站。月台與月台之間設有站內平交道連接。站內設有洗手間和投幣式儲物櫃。站內也有長電租賃單車服務（營業期為每年4月～11月。冬季暫停）。本站為一座平房，站內設有小布施綜合詢問處（小布施文化觀光協會），旅遊信息諮詢人員「小布施禮賓部」經常駐守。該協會在站內也經營咖啡店與商店，販賣當地特產水果和蕈（小布施綜合詢問處營業時間為早上9時～下午5時）。

### 月台
| 月台 | 路線     | 上下行   | 方向                 |
| ---- | -------- | -------- | -------------------- |
| 1    | ■長野線  | 下行     | 信州中野、湯田中方向 |
| 2    | ■長野線  | 上行     | 須坂、長野方向       |
| 3    | 後備月台 | 後備月台 | 後備月台             |

最接近車站大樓的是3號月台。3號月台截至2017年還有定期列車出發。現時該月台只在活動臨時列車行走才使用。

## 使用狀況
以下為近年1日使用人次變化。
| 年度   | 1日平均 乘車人次 | 1日平均 上下車人次 |
| ------ | ---------------- | ------------------ |
| 1995年 |                  | 1,752              |
| 1996年 |                  | 1,773              |
| 1997年 |                  | 1,804              |
| 1998年 |                  | 1,732              |
| 1999年 |                  | 1,643              |
| 2000年 |                  | 1,596              |
| 2001年 |                  | 1,578              |
| 2002年 |                  | 1,547              |
| 2003年 |                  | 1,493              |
| 2004年 |                  | 1,448              |
| 2005年 |                  | 1,497              |
| 2006年 |                  | 1,443              |
| 2007年 |                  | 1,409              |
| 2008年 |                  | 1,389              |
| 2009年 |                  | 1,385              |
| 2010年 | 665              | 1,377              |
| 2011年 | 686              | 1,422              |
| 2012年 | 678              | 1,630              |
| 2013年 | 681              | 1,606              |
| 2014年 | 685              | 1,635              |
| 2015年 | 794              | 1,850              |
| 2016年 | 754              | 1,779              |
| 2017年 | 767              | 1,807              |
| 2018年 | 728              | 1,744              |

## 車站周邊
從此站步行10分鐘可到達北齋館、高井鴻山紀念館等歷史遺蹟與博物館。也可到達可購買栗菓子店的舊城區。在毎年4月 - 11月，途經周於觀光景點的周遊巴士路線「小布施浪漫號」會提供服務。
- 小布施町公所[1]
- 小布施町立小布施中學
- 小布施町立栗丘小學（日语：小布施町立栗ガ丘小学校）
- 小布施郵局（日语：小布施郵便局）

## 展示設施

### 長電電車之廣場
在1號月台側設有「長電電車之廣場」。該處從前只展示與保存於長野電鐵行走的車輛。現時所展示的是2000系D編成共3輛車廂。當中車頭的2008號車可進入車內參觀。如要進入該處，需要持有當日有效於小布施站到發的車票與入場票。進入該處時必需經過站內平交道。
從前該此展示了ED502、DeHaNi201、MoHa604、MoHa1003。後來2000系是從舊屋代線信濃川田站遷移至此處。在2014年10月，DeHaNi201和MoHa604遷移至安曇野知弘美術館（松川村）繼續保存。在2015年4月，ED502遷移至直富商事（長野市）繼續保存。
另一方面，MoHa1003本來會與從信濃川田遷入的2000系A編成一同展示，成為「屋代線火車紀念公園」的展品，後來計劃放棄後，把車頭切掉，而遷移至夷隅波波之丘（千葉縣夷隅市）繼續保存。

### 藤平第二發電站之水車和水壓鐵管
在1926年（大正15年）開始運作的樽川第二發電站（現時：中部電力藤平第二發電站）中所使用的水輪機（佩爾頓式水輪機）和水壓鐵管放置在月台上作展示和保存。

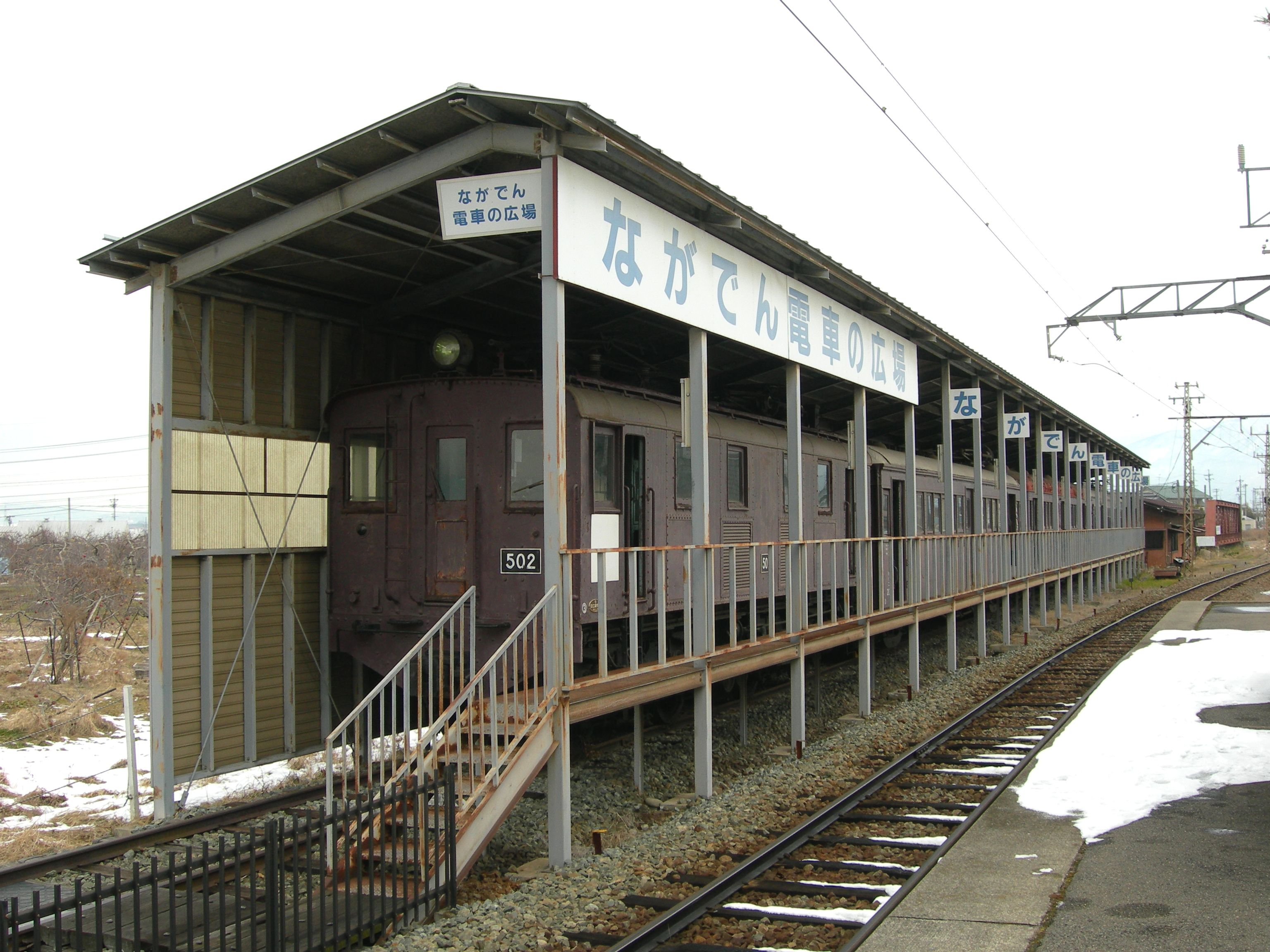
從前展示了ED502等車輛
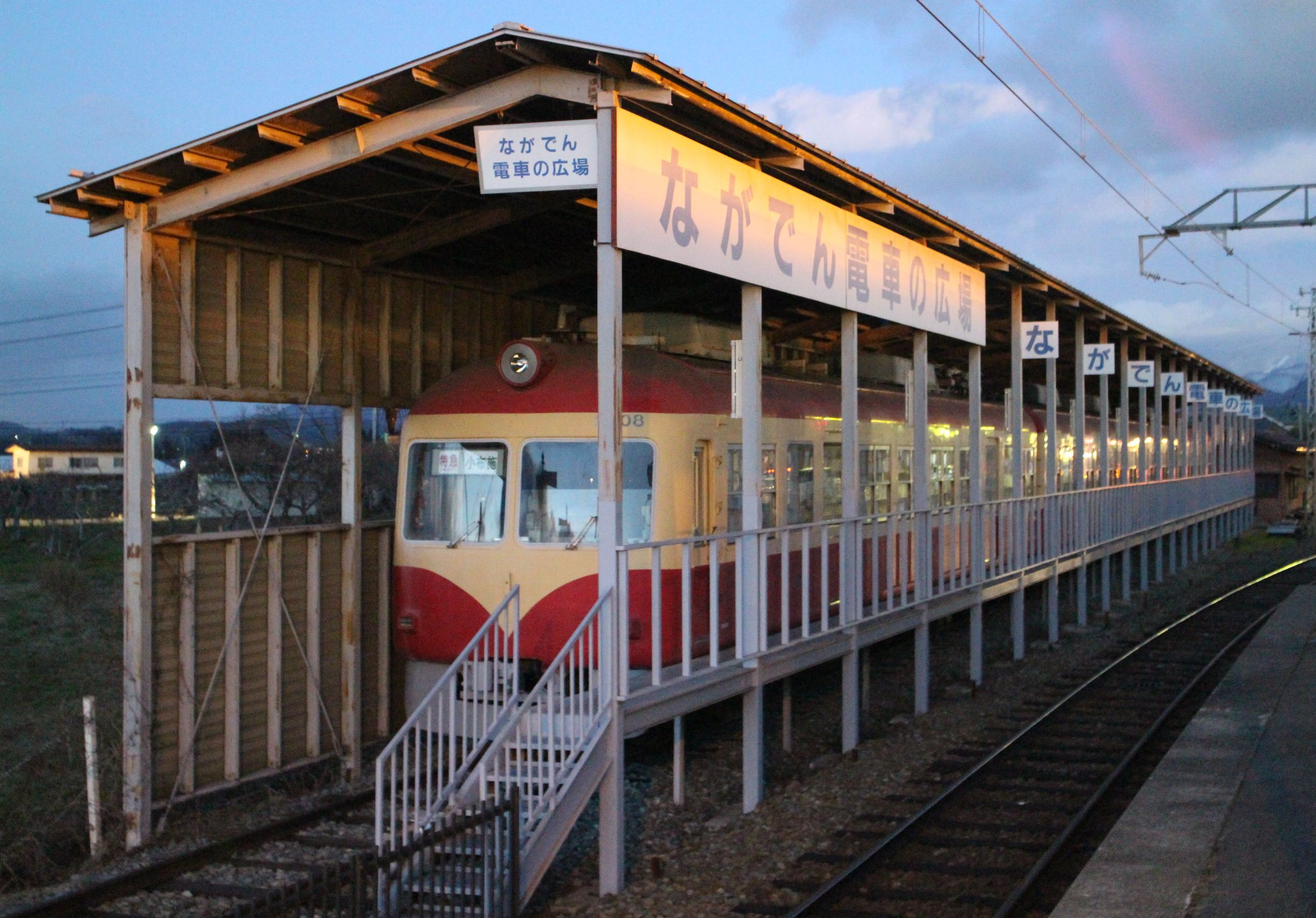
現時展示了2000系D編成
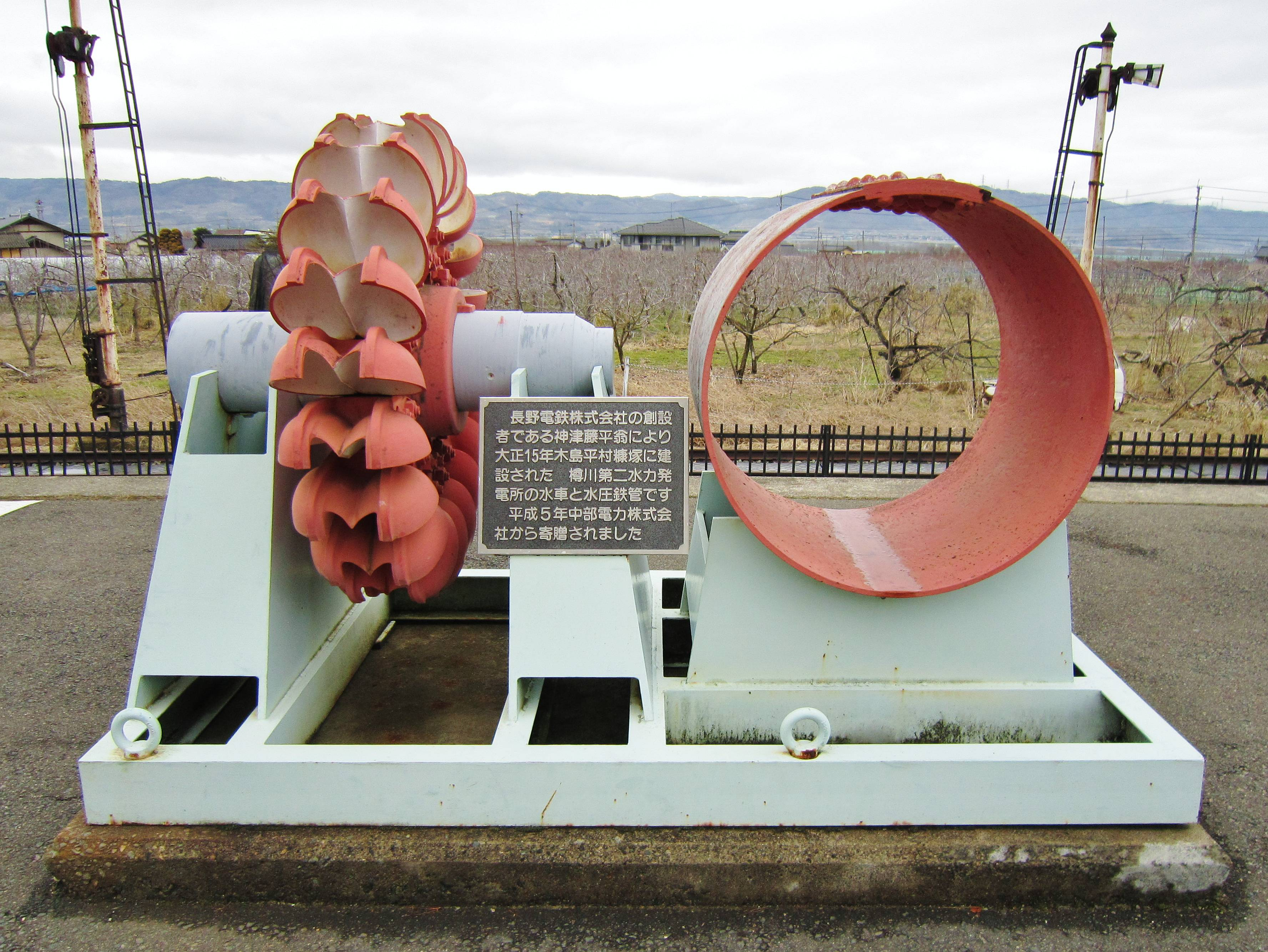
藤平第二發電站之水車和水壓鐵管

## 相鄰車站
長野電鐵
■長野線
■A特急、■B特急
須坂（N13）－小布施（N15）－信州中野（N19）
■普通
北須坂（N14）－小布施（N15）－都住（N15）

## 注腳
1. 1 2 3 4 5 6 7 8 9 10 11  信濃毎日新聞社出版部. . 信濃毎日新聞社. 2011-07-24: 279. ISBN 9784784071647 （日语）.
2. ↑  . 交通新聞 (交通新聞社). 1992-10-07: 4 （日语）.
3. ↑  . 交通新聞 (交通新聞社). 1990-08-22: 4 （日语）.
4. ↑  《統計でみる小布施町の姿》各年度版。

## 外部連結
- 小布施站｜各站資訊 （页面存档备份，存于）（日語） - 長野電鐵
- 長電電車之廣場 （页面存档备份，存于）（日語） - Rail Fan長電